# Maculiparia immaculata
Maculiparia immaculata är en insektsart som först beskrevs av Bruner, L. 1907.  Maculiparia immaculata ingår i släktet Maculiparia och familjen Romaleidae. Inga underarter finns listade i Catalogue of Life.